# Pątnik (góra)
Pątnik (dawniej niem. Wendlerberg, Franzensberg i Franzenshöhe) – góra ze szczytem na wysokości 695 m n.p.m. znajdująca się w Masywie Śnieżnika w Sudetach, na terenie Śnieżnickiego Parku Krajobrazowego.

## Geografia i geologia
Pątnik stanowi charakterystyczne, stożkowate wzniesienie ponad wsią Goworów, będące zakończeniem jednego z bocznych grzbietów Masywu Śnieżnika odchodzącego od Goworka. Zbocza opadają ku dolinie Goworówki i wypłaszczeniu Rowu Górnej Nysy. Zbudowany jest ze skał gnejsowych, należących do metamorfiku Lądka i Śnieżnika. Porastają go świerkowe lasy regla dolnego, którego dolna granica wyznacza Śnieżnicki Park Krajobrazowy.